# Circle Digital Chart

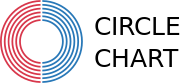

Circle Digital Chart, trước đây là Gaon Digital Chart, là một bảng xếp hạng âm nhạc toàn quốc dành cho các bài hát tại Hàn Quốc do Hiệp hội ngành công nghiệp âm nhạc Hàn Quốc quản lý. Bắt đầu hoạt động từ đầu năm 2010, Gaon Digital Chart bao gồm các bảng xếp hạng trong nước, bảng xếp hạng quốc tế và bảng xếp hạng tổng hợp được thống kê theo từng tuần, từng tháng và từng năm. Circle Digital Chart tổng hợp số liệu về số lượt tải về và số lượt nghe trực tuyến được cung cấp bởi các nhà phân phối âm nhạc trực tuyến bao gồm Bugs, Olleh Music, Melon, Genie, Cyworld, Monkey3, Daum Music, Naver Music, Mnet và Soribada.

## Danh sách bài hát đứng đầu bảng xếp hạng theo năm
- 2009
- 2010
- 2011
- 2012
- 2013
- 2014
- 2015
- 2016
- 2017
- 2018
- 2019
- 2020
- 2021
- 2022

Bảng xếp hạng quốc tế
- 2011
- 2012
- 2013
- 2014
- 2015
- 2016
- 2017
- 2018

## Bài hát đứng đầu bảng xếp hạng trong nhiều tuần nhất
13 tuần
- NewJeans – "Ditto" (2022)

11 tuần
- BTS – "Dynamite" (2020)

8 tuần
- NewJeans – "Super Shy" (2023)

7 tuần
- Zico – "Any Song" (2020)
- Mirani, Munchman, Khundi Panda, Mushvenom hợp tác với Justhis – "VVS" (2020)

6 tuần
- iKon – "Love Scenario" (2018)
- IU – "Celebrity" (2021)
- The Kid Laroi và Justin Bieber – "Stay" (2021)
- Younha – "Event horizon" (2022)

5 tuần
- IU – "Good Day" (2010)
- Psy – "Gangnam Style" (2012)
- SSAK3 – "Beach Again" (2020)
- Brave Girls – "Rollin'" (2021)
- BTS – "Butter" (2021)
- M.O.M – "Foolish Love" (2021)

## Nghệ sĩ có nhiều bài hát đứng đầu bảng xếp hạng nhất
| #               | 1  | 2        | 3                   | 4                                                | 5                            |
| --------------- | -- | -------- | ------------------- | ------------------------------------------------ | ---------------------------- |
| Nghệ sĩ         | IU | Big Bang | 2NE1, Sistar, Twice | Huh Gak, Girls' Generation, Davichi, BTS, Zion.T | Taeyeon, Park Hyo-shin, AKMU |
| Tổng số bài hát | 28 | 10       | 9                   | 8                                                | 7                            |

## Nghệ sĩ có nhiều tuần quán quân nhất
| #            | 1  | 2   | 3        | 4        | 5   |
| ------------ | -- | --- | -------- | -------- | --- |
| Nghệ sĩ      | IU | BTS | NewJeans | Big Bang | Ive |
| Tổng số tuần | 60 | 24  | 23       | 22       | 17  |

## Nghệ sĩ có nhiều tháng quán quân nhất
| #             | 1  | 2        | 3        | 4   | 5                       |
| ------------- | -- | -------- | -------- | --- | ----------------------- |
| Nghệ sĩ       | IU | Big Bang | NewJeans | Psy | Davichi, 2NE1, BTS, Ive |
| Tổng số tháng | 15 | 9        | 6        | 5   | 4                       |

## Bảng xếp hạng cuối năm
| #  | Bài hát              | Nghệ sĩ           | Hãng đĩa            | Tổng điểm   | Tổng doanh số |
| -- | -------------------- | ----------------- | ------------------- | ----------- | ------------- |
| 1  | "Bad Girl Good Girl" | Miss A            | JYP Entertainment   | 805.177.964 | 3.119.784     |
| 2  | "Nagging"            | IU & Seulong      | LOEN Entertainment  | 760.005.040 | 3.008.795     |
| 3  | "Sick Enough to Die" | MC Mong           | IS Entermedia Group | 667.681.012 | 2.698.185     |
| 4  | "Go Away"            | 2NE1              | YG Entertainment    | 620.931.026 | 2.444.933     |
| 5  | "Oh!"                | Girls' Generation | SM Entertainment    | 615.916.330 | 3.316.889     |
| 6  | "2 Different Tears"  | Wonder Girls      | JYP Entertainment   | 612.819.160 | 2.790.298     |
| 7  | "Still Eating Well"  | Homme             | JYP Entertainment   | 608.648.207 | 2.533.104     |
| 8  | "Then Then Then"     | Supreme Team      | Amoeba Culture      | 583.746.890 | 1.973.089     |
| 9  | "Confession"         | Hot Potato        | Daeum Entertainment | 578.141.618 | 2.331.998     |
| 10 | "Hoot"               | Girls' Generation | SM Entertainment    | 563.799.214 | 2.138.179     |

| #  | Bài hát                      | Nghệ sĩ     | Hãng đĩa            | Tổng điểm   | Tổng doanh số |
| -- | ---------------------------- | ----------- | ------------------- | ----------- | ------------- |
| 1  | "Roly Poly"                  | T-ara       | Core Contents Media | 364.153.533 | 4.077.885     |
| 2  | "Having An Affair"           | GG          | MBC                 | 351.036.352 | 3.625.939     |
| 3  | "Please"                     | Kim Bum-soo | MBC                 | 336.397.420 | 2.848.317     |
| 4  | "Lonely"                     | 2NE1        | YG Entertainment    | 320.954.351 | 2.935.930     |
| 5  | "Don't Cry"                  | Park Bom    | YG Entertainment    | 320.214.905 | 2.512.950     |
| 6  | "Pinocchio (Danger)"         | F(x)        | SM Entertainment    | 316.835.223 | 2.603.271     |
| 7  | "I Am the Best"              | 2NE1        | YG Entertainment    | 316.657.233 | 3.467.674     |
| 8  | "Tonight"                    | Big Bang    | YG Entertainment    | 315.062.421 | 2.314.355     |
| 9  | "On Rainy Days"              | Beast       | Cube Entertainment  | 309.357.651 | 2.588.038     |
| 10 | "A Story Only I Didn't Know" | IU          | LOEN Entertainment  | 300.332.766 | 2.118.880     |

| #  | Bài hát                 | Nghệ sĩ                  | Hãng đĩa                         | Tổng điểm   | Tổng doanh số |
| -- | ----------------------- | ------------------------ | -------------------------------- | ----------- | ------------- |
| 1  | "Gangnam Style"         | PSY                      | YG Entertainment                 | 422.421.666 | 3.842.109     |
| 2  | "Cherry Blossom Ending" | Busker Busker            | CJ E&M                           | 345.286.318 | 3.399.202     |
| 3  | "Alone"                 | Sistar                   | Starship Entertainment           | 328.241.151 | 3.203.685     |
| 4  | "Loving U"              | Sistar                   | Starship Entertainment           | 319.781.095 | 3.017.035     |
| 5  | "Fantastic Baby"        | Big Bang                 | YG Entertainment                 | 289.919.209 | 3.339.871     |
| 6  | "I Love You"            | 2NE1                     | YG Entertainment                 | 286.364.520 | 2.777.520     |
| 7  | "Lovey-Dovey"           | T-ara                    | Core Contents Media              | 273.723.497 | 3.758.864     |
| 8  | "All For You"           | Jung Eun-ji & Seo In-guk | Jellyfish & A Cube Entertainment | 269.049.917 | 2.499.273     |
| 9  | "Heaven"                | Ailee                    | YMC Entertainment                | 265.436.439 | 3.227.917     |
| 10 | "Blue"                  | Big Bang                 | YG Entertainment                 | 262.850.290 | 3.365.275     |

| #  | Bài hát                      | Nghệ sĩ                    | Hãng đĩa               | Tổng điểm   | Tổng doanh số |
| -- | ---------------------------- | -------------------------- | ---------------------- | ----------- | ------------- |
| 1  | "Gentleman"                  | PSY                        | YG Entertainment       | 241.561.865 | 1.604.778     |
| 2  | "Shower of Tears"            | Beachigi hợp tác với Ailee | YMC Entertainment      | 214.989.454 | 1.880.676     |
| 3  | "Gone Not Around Any Longer" | Sistar19                   | Starship Entertainment | 210.610.064 | 1.723.704     |
| 4  | "Bom Bom Bom"                | Roy Kim                    | CJ E&M                 | 209.513.707 | 1.490.031     |
| 5  | "Tears"                      | Leessang                   | Jungle Entertainment   | 204.199.418 | 1.806.317     |
| 6  | "What's Your Name?"          | 4Minute                    | Cube Entertainment     | 199.657.346 | 1.477.832     |
| 7  | "Monodrama"                  | Huh Gak                    | Cube Entertainment     | 196.088.511 | 1.645.880     |
| 8  | "Turtle"                     | Davichi                    | Core Contents Media    | 190.020.576 | 1.439.190     |
| 9  | "Give It to Me"              | Sistar                     | Starship Entertainment | 169.597.316 | 1.486.661     |
| 10 | "Be Warmed"                  | Davichi                    | Core Contents Media    | 162.985.325 | 1.316.544     |

| #  | Bài hát                               | Nghệ sĩ                      | Hãng đĩa                | Tổng doanh số |
| -- | ------------------------------------- | ---------------------------- | ----------------------- | ------------- |
| 1  | "Some"                                | Soyou & Junggigo             | Starship Entertainment  | 2.212.895     |
| 2  | "Eyes. Nose. Lips"                    | Taeyang                      | YG Entertainment        | 1.613.109     |
| 3  | "Wild Flower"                         | Park Hyo-shin                | Jellyfish Entertainment | 1.736.507     |
| 4  | "A Midsummer Night's Sweetness"       | San E & Raina                | Pledis Entertainment    | 1.537.798     |
| 5  | "The Meaning of You"                  | IU hợp tác với Kim Chang-wan | LOEN Entertainment      | 1.570.757     |
| 6  | "Your Scent"                          | Gary hợp tác với Jung-in     | Jungle Entertainment    | 1.346.118     |
| 7  | "Not Spring. Love or Cherry Blossoms" | IU & High4                   | LOEN Entertainment      | 1.403.026     |
| 8  | "Mr. Chu (On Stage)"                  | A Pink                       | Cube Entertainment      | 1.290.794     |
| 9  | "200%"                                | Akdong Musician              | YG Entertainment        | 1.436.302     |
| 10 | "Friday"                              | IU hợp tác với Yijeong       | LOEN Entertainment      | 1.460.219     |

| #  | Bài hát                   | Nghệ sĩ                          | Hãng đĩa           | Tổng doanh số |
| -- | ------------------------- | -------------------------------- | ------------------ | ------------- |
| 1  | "Bang Bang Bang"          | Big Bang                         | YG Entertainment   | 1.581.284     |
| 2  | "Loser"                   | Big Bang                         | YG Entertainment   | 1.505.163     |
| 3  | "Living in the Same Time" | Naul                             | CJ E&M Music       | 1.510.162     |
| 4  | "Bae Bae"                 | Big Bang                         | YG Entertainment   | 1.421.715     |
| 5  | "Eat"                     | Zion.T                           | Amoeba Culture     | 1.461.722     |
| 6  | "Shouldn't Have"          | Baek Ah-yeon hợp tác với Young K | JYP Entertainment  | 1.454.361     |
| 7  | "Call Me Baby"            | EXO                              | SM Entertainment   | 951.930       |
| 8  | "Wi Ing Wi Ing"           | Hyukoh                           | Cashmier Record    | 1.493.141     |
| 9  | "Sugar"                   | Maroon 5                         | Interscope Records | 1.346.468     |
| 10 | "Leon"                    | IU & Park Myung Soo              | MBC Entertainment  | 1.381.196     |

| #  | Bài hát                              | Nghệ sĩ       | Hãng đĩa             |
| -- | ------------------------------------ | ------------- | -------------------- |
| 1  | "Cheer Up"                           | Twice         | JYP Entertainment    |
| 2  | "Anywhere"                           | MC the Max    | 325 E&C              |
| 3  | "Rough"                              | GFriend       | Source Music         |
| 4  | "This Love"                          | Davichi       | Music&NEW            |
| 5  | "I Don't Love You"                   | Urban Zakapa  | MakeUs Entertainment |
| 6  | "You Are My Everything"              | Gummy         | Music&NEW            |
| 7  | "I Am You, You Are Me"               | Zico          | Seven Seasons        |
| 8  | "Making a New Ending for This Story" | Han Dong-geun | Pledis Entertainment |
| 9  | "The Love I Committed"               | Im Chang-jung | NH Media             |
| 10 | "Always"                             | Yoon Mi-rae   | Music&NEW            |

| #  | Bài hát                                | Nghệ sĩ                         | Hãng đĩa           |
| -- | -------------------------------------- | ------------------------------- | ------------------ |
| 1  | "I Will Go to You Like the First Snow" | Ailee                           | YMC Entertainment  |
| 2  | "Through the Night"                    | IU                              | LOEN Entertainment |
| 3  | "Like It"                              | Yoon Jong-shin                  | CJ E&M Music       |
| 4  | "Shape of You"                         | Ed Sheeran                      | Warner Records     |
| 5  | "You, Clouds, Rain"                    | Heize hợp tác với Shin Yong-jae | CJ E&M             |
| 6  | "Tell Me You Love Me"                  | Bolbbalgan4                     | Shofar Music       |
| 7  | "Palette"                              | IU hợp tác với G-Dragon         | LOEN Entertainment |
| 8  | "Knock Knock"                          | Twice                           | JYP Entertainment  |
| 9  | "Last Goodbye"                         | AKMU                            | YG Entertainment   |
| 10 | "Really Really"                        | Winner                          | YG Entertainment   |

| #  | Bài hát                   | Nghệ sĩ         | Hãng đĩa                 | Điểm tổng hợp |
| -- | ------------------------- | --------------- | ------------------------ | ------------- |
| 1  | "Love Scenario"           | iKON            | YG Entertainment         | 1,232,928,610 |
| 2  | "Good Old Days"           | Jang Deok Cheol | Limez Entertainment      | 1,140,111,375 |
| 3  | "Every Day, Every Moment" | Paul Kim        | SM Entertainment         | 1,006,784,017 |
| 4  | "Bboom Bboom"             | Momoland        | MLD Entertainment        | 968,978,861   |
| 5  | "Ddu-Du Ddu-Du"           | Blackpink       | YG Entertainment         | 940,214,913   |
| 6  | "Pass By"                 | Nilo            | PurplePine Entertainment | 939,050,840   |
| 7  | "Gift"                    | MeloMance       | Heaven Company           | 915,842,576   |
| 8  | "Way Back Home"           | Shaun           | DCTOM Entertainment      | 877,004,722   |
| 9  | "Only Then"               | Roy Kim         | MMO Entertainment        | 870,444,304   |
| 10 | "Travel"                  | Bolbbalgan4     | Shofar Music             | 861,213,547   |

| #  | Bài hát                         | Nghệ sĩ                | Hãng đĩa             | Điểm tổng hợp |
| -- | ------------------------------- | ---------------------- | -------------------- | ------------- |
| 1  | "2002"                          | Anne-Marie             | Warner Records       | 1,053,371,198 |
| 2  | "If There Was Practice in Love" | Lim Jae Hyun           | Kakao M              | 942,146,327   |
| 3  | "Every Day, Every Moment"       | Paul Kim               | SM Entertainment     | 934,028,405   |
| 4  | "The Day Was Beautiful"         | Kassy                  | Nextar Entertainment | 915,887,603   |
| 5  | "Boy with Luv"                  | BTS hợp tác với Halsey | Big Hit Music        | 899,390,340   |
| 6  | "After You've Gone"             | MC the Max             | 325 Entertainment    | 893,285,031   |
| 7  | "Me After You"                  | Paul Kim               | MMO Entertainment    | 880,765,876   |
| 8  | "Gotta Go"                      | Chungha                | MNH Entertainment    | 857,703,141   |
| 9  | "Four Seasons"                  | Taeyeon                | SM Entertainment     | 842,426,105   |
| 10 | "For Lovers Who Hesitate"       | Jannabi                | Peponi Music         | 829,369,708   |

| #  | Bài hát                                                | Nghệ sĩ             | Hãng đĩa                  | Điểm tổng hợp |
| -- | ------------------------------------------------------ | ------------------- | ------------------------- | ------------- |
| 1  | "Any Song"                                             | Zico                | KOZ Entertainment         | 991,888,968   |
| 2  | "Meteor"                                               | Changmo             | Ambition Musik            | 922,076,675   |
| 3  | "Aloha"                                                | Jo Jung-suk         | JAM Entertainment         | 869,270,427   |
| 4  | "Your Shampoo Scent in the Flowers"                    | Jang Beom-june      | Stone Music Entertainment | 856,383,986   |
| 5  | "Blueming"                                             | IU                  | Kakao M                   | 837,811,441   |
| 6  | "Eight"                                                | IU hợp tác với Suga | Kakao M                   | 822,502,029   |
| 7  | "Late Night"                                           | Noel                | C-JeS Entertainment       | 733,352,695   |
| 8  | "How Can I Love the Heartbreak, You're the One I Love" | AKMU                | YG Entertainment          | 694,653,300   |
| 9  | "Psycho"                                               | Red Velvet          | SM Entertainment          | 693,910,356   |
| 10 | "Start Over"                                           | Gaho                | Blending Entertainment    | 693,685,839   |

| #  | Bài hát             | Nghệ sĩ                                           | Hãng đĩa                        | Điểm tổng hợp |
| -- | ------------------- | ------------------------------------------------- | ------------------------------- | ------------- |
| 1  | "Celebrity"         | IU                                                | Kakao M                         | 888,135,191   |
| 2  | "Rollin'"           | Brave Girls                                       | Brave Entertainment             | 821,525,830   |
| 3  | "Dynamite"          | BTS                                               | Big Hit Entertainment           | 739,835,798   |
| 4  | "Lilac"             | IU                                                | Kakao M                         | 701,774,685   |
| 5  | "Next Level"        | Aespa                                             | SM Entertainment                | 694,838,658   |
| 6  | "Peaches"           | Justin Bieber hợp tác với Daniel Caesar và Giveon | Def Jam                         | 683,556,478   |
| 7  | "Butter"            | BTS                                               | Big Hit Music                   | 629,846,528   |
| 8  | "Traffic Light"     | Lee Mu-jin                                        | Show Play                       | 616,721,997   |
| 9  | "Shiny Star (2020)" | KyoungSeo                                         | Dream Engine                    | 616,183,012   |
| 10 | "Foolish Love"      | M.O.M                                             | Munhwa Broadcasting Corporation | 558,981,702   |

| #  | Bài hát                        | Nghệ sĩ                      | Hãng đĩa               | Điểm tổng hợp |
| -- | ------------------------------ | ---------------------------- | ---------------------- | ------------- |
| 1  | "Love Dive"                    | Ive                          | Starship Entertainment | 808,096,095   |
| 2  | "Tomboy"                       | (G)I-dle                     | Cube Entertainment     | 756,188,453   |
| 3  | "Drunken Confession"           | Kim Min-seok                 | Mint Paper, Label GHS  | 681,836,572   |
| 4  | "Love, Maybe"                  | MeloMance                    | Abyss Company          | 668,696,709   |
| 5  | "Love Always Runs Away"        | Lim Young-woong              | Mulgogi Music          | 635,225,646   |
| 6  | "Eleven"                       | Ive                          | Starship Entertainment | 595,892,371   |
| 7  | "Still Life"                   | Big Bang                     | YG Entertainment       | 569,666,809   |
| 8  | "That That"                    | Psy feat. Suga               | P Nation               | 536,264,813   |
| 9  | "If You Lovingly Call My Name" | GyeongseoYeji and Jeon Gunho | Monday Kids Company    | 514,888,578   |
| 10 | "Beyond Love"                  | Big Naughty feat. 10cm       | H1ghr Music            | 495,877,807   |

| #  | Bài hát         | Nghệ sĩ     | Hãng đĩa               | Điểm tổng hợp |
| -- | --------------- | ----------- | ---------------------- | ------------- |
| 1  | "Ditto"         | NewJeans    | ADOR                   | 431,231,462   |
| 2  | "OMG"           | NewJeans    | ADOR                   | 365,518,540   |
| 3  | "Hype Boy"      | NewJeans    | ADOR                   | 340,980,234   |
| 4  | "Event Horizon" | Younha      | C9 Entertainment       | 320,029,491   |
| 5  | "Attention"     | NewJeans    | ADOR                   | 228,644,496   |
| 6  | "Antifragile"   | Le Sserafim | Source Music           | 228,482,394   |
| 7  | "After Like"    | Ive         | Starship Entertainment | 217,431,743   |
| 8  | "Candy"         | NCT Dream   | SM Entertainment       | 191,859,147   |
| 9  | "Love Dive"     | Ive         | Starship Entertainment | 182,065,194   |
| 10 | "Teddy Bear"    | STAYC       | High Up Entertainment  | 175,690,031   |